# Alexandre Padilha
Alexandre Padilha, né le 14 septembre 1971 à São Paulo, est un médecin et homme politique brésilien, membre du parti des travailleurs. 
Il est ministre de la santé, de 2011 à 2014, sous le gouvernement de Dilma Rousseff.
En janvier 2023, il devient ministre des Affaires institutionnelles au sein du troisième gouvernement de Lula.